# Three Forks (Montana)
Three Forks es una ciudad ubicada en el condado de Gallatin en el estado estadounidense de Montana. En el Censo de 2010 tenía una población de 1869 habitantes y una densidad poblacional de 481,4 personas por km².

## Geografía
Three Forks se encuentra ubicada en las coordenadas 45°53′22″N 111°33′10″O / 45.88944, -111.55278. Según la Oficina del Censo de los Estados Unidos, Three Forks tiene una superficie total de 3.88 km², de la cual 3.73 km² corresponden a tierra firme y (3.94%) 0.15 km² es agua.

## Demografía
Según el censo de 2010, había 1869 personas residiendo en Three Forks. La densidad de población era de 481,4 hab./km². De los 1869 habitantes, Three Forks estaba compuesto por el 98.07% blancos, el 0.21% eran afroamericanos, el 0.37% eran amerindios, el 0.48% eran asiáticos, el 0% eran isleños del Pacífico, el 0% eran de otras razas y el 0.86% pertenecían a dos o más razas. Del total de la población el 2.09% eran hispanos o latinos de cualquier raza.